# FI-PI-LI
La FI-PI-LI est une route à grande communication express (sans péage) qui relie Florence-Pise-Livourne (d'où son nom abrégé couramment employé par la signalisation routière) sur le réseau routier du nord de la Toscane. Plus qu'une voie rapide elle constitue un réseau à elle seule, très utilisé par les Toscans, moins par les touristes étrangers peu habitués à ce type de structure routière déroutante.

Cette importante route express, terminée au début des années 1990, relie la capitale toscane Florence à Pise et à Livourne. 
Actuellement la Région Toscane (organisme propriétaire) en a confié la gestion et l'entretien à la province de Florence qui, à son tour, les a adjugés à une ATI (Associazione Temporanea di Imprese - Association temporaire d'entreprises) dénommée Global Service. 
Le tracé constitue une alternative à l'autoroute A11 Florence-Mer pour rejoindre la côte au sud de Versilia (province de Lucques) entre les deux autoroutes A1 Milan-Naples et A12 Gênes-Rosignano, avec un parcours en territoire toscan se développant particulièrement dans le Valdarno inférieur.
Cette SGC (Strada di Grande Comunicazione) parcourt la vallée de l'Arno, souvent parallèle à la ligne ferroviaire Florence-Pise, et en constitue un axe routier majeur. La route est à deux voies pour chaque chaussée, outre la bande d'arrêt d'urgence ; son tracé est  principalement rectiligne, avec peu de courbes, avec de nombreux viaducs et quelques tunnels (au milieu de son parcours, dans les collines de la zone de Pontedera).
Elle traverse les zones industrielles de Pontedera et d'Empoli, ainsi que le Complexe du cuir a San Miniato. Près de Ponsacco, la route se divise entre le tracé principal, qui poursuit en direction de Livourne, et l'embranchement qui mène à Pise.

## Parcours
(avec les indications en italien figurant sur les panneaux)
| Sortie                                | ↓km↓ | Province |
| ------------------------------------- | ---- | -------- |
| Viale Etruria                         | 0,0  | FI       |
| Ponte a Greve - Viadotto dell'Indiano | 0,4  | FI       |
| Milano - Napoli                       | 2,6  | FI       |
| Scandicci                             | 3,2  | FI       |
| Lastra a Signa                        | 5,8  | FI       |
| Ginestra Fiorentina                   | 15,2 | FI       |
| Montelupo Fiorentino                  | 19,6 | FI       |
| Empoli Est                            | 21,9 | FI       |
| Empoli                                | 27,0 | FI       |
| Empoli Ovest                          | 29,4 | FI       |
| San Miniato                           | 35,0 | PI       |
| Santa Croce sull'Arno                 | 38,3 | PI       |
| Montopoli in Val d'Arno               | 44,1 | PI       |
| Pontedera                             | 50,5 | PI       |
| Pontedera-Ponsacco                    | 55,5 | PI       |
| Diramazione per Pisa                  | 58,5 | PI       |
| Lavoria                               | 62,0 | PI       |
| Vicarello                             | 67,2 | LI       |
| Genova - Roma                         | 69,2 | LI       |
| Interporto Est                        | 72,3 | LI       |
| Interporto Ovest                      | 75,3 | LI       |
| Livourne Centro                       | 76,2 | LI       |
| Stagno                                | 77,0 | LI       |
| Livourne Porto                        | 79,4 | LI       |
| Tirrenia                              | 80,0 | LI       |
| Livourne Darsena Toscana              | 81,0 | LI       |
| Livourne                              | 81,5 | LI       |

Embranchement pour Pisa:
| Sortie                        | ↓km↓ | Province |
| ----------------------------- | ---- | -------- |
| Cascina                       | 63,2 | PI       |
| Navacchio                     | 68,1 | PI       |
| Pisa Nord-Est                 | 71,5 | PI       |
| Aeroporto di Pisa             | 75,2 | PI       |
| Pisa (solo in direzione mare) | 76,0 | PI       |
| Pisa ovest                    | 76   | PI       |
| Genova - Roma                 | 78,5 | PI       |